# Кан III
Кан III (?-na O-?:L K'INICH досл.: «Сердечный бог солнца») — правитель майяского царства Канту со столицей в Караколе. Во время его правления Канту ушло в упадок, как и многие другие государства майя.

## Биография
Кан III является преемником Кинич-Тобиль-Йопаата. Во время своего правления он установил стелу 17, алтарь 10 и алтарь горной коровы 1.
На стеле 17 и алтаре 10, датированные 849 годом, Кан III изображён с разными правителями. Алтарь горной коровы датирован 835 годом, установлен рядом с Хацсаб Сил.
Его преемником стал неизвестный царь.